# Cassida berolinensis
Cassida berolinensis är en skalbaggsart som beskrevs av Christian Wilhelm Ludwig Eduard Suffrian 1844. Cassida berolinensis ingår i släktet Cassida, och familjen bladbaggar. Det är osäkert om arten förekommer i Sverige.